# Rewolucja cen
Rewolucja cen (inflacja monetarna) – zjawisko utraty siły nabywczej pieniądza i towarzyszącego temu wzrostu cen pozostałych dóbr, które od początku XVI wieku objęło całą Europę. Najszybciej wzrosły ceny produktów żywnościowych, nieco słabiej towarów rzemieślniczych, najwolniej zaś płace pracowników najemnych.

## Przykład Londynu
Dla przykładu w latach 1475–1620 w Londynie ceny żywności wzrosły – 5,5 razy, artykułów rzemieślniczych – 2,5 razy, płaca murarza zaś – 2 razy.

## Przyczyny
- W 1556 roku, w dziele pt. "Comentario resolutorio de cambios" ("Rozstrzygające uwagi o wymianach"), Martín de Azpilcueta (Doktor Navarrus) opisał skutki rewolucji cen, zgodnie z ilościową teorią pieniądza:

Jak widać, we Francji, gdzie pieniędzy jest mniej niż w Hiszpanii, chleb, wino, odzież i praca kosztują dużo mniej; nawet w Hiszpanii, w czasach, gdy było tu mniej pieniędzy, towary i pracę można było nabyć po znacznie niższych cenach niż po odkryciu Nowego Świata, gdy zalały ją srebro i złoto. Przyczyna tego jest taka, że pieniądz więcej jest wart, gdy jest go niewiele, niż gdy występuje w obfitości.
W 1568 roku również Jean Bodin skojarzył gwałtowny wzrost cen z napływem dużej ilości kruszcu z kolonii hiszpańskiej w Ameryce (tzw. Teoria kwantytatywna wzrostu cen). W latach 1531–1631 Hiszpania przywiozła do Europy około 159 ton złota i 140 tys. ton srebra. Znaczny wzrost ilości srebra spowodował spadek jego wartości, a w efekcie wzrost cen towarów i usług.  
Odmienną teorię, tj. że to nie napływ kruszcu spowodował wzrost inflacji, na podstawie badań izotopowych prezentują francuscy naukowcy.
- Wzrost liczby ludności (z 69 mln do 89 mln w ciągu XVI stulecia) doprowadził do wzrostu popytu na żywność.
- Celowe psucie pieniądza, które przynosiło zyski właścicielom mincerni (władcom i feudałom), przyspieszało zjawisko inflacji.

## Skutki
- Zgodnie z efektem Cantillona, pierwsi odbiorcy nowego pieniądza nabywali towary po cenach dostosowanych do poprzedniej podaży pieniądza. Natomiast następni nabywcy, na skutek zmiany struktury cen, względnie tracili kupując po nowych cenach, dostosowujących się do zwiększonej podaży pieniądza. Inflacja była korzystna dla dłużników zaciągających pożyczki, natomiast przynosiła straty wierzycielom (oraz posiadaczom ziemskim otrzymującym rentę czynszową w stałej wysokości), tym samym, tendencja do zmniejszania się stopy preferencji czasowej została czasowo zakłócona.
- Wzrost cen artykułów żywnościowych był korzystny dla krajów rolniczych (zwłaszcza środkowowschodniej Europy) i doprowadził do ugruntowania w nich gospodarki folwarczno-pańszczyźnianej (refeudalizacja).